# 沙布拉海穹
62°37′30.7″S 59°51′04.5″W / 62.625194°S 59.851250°W

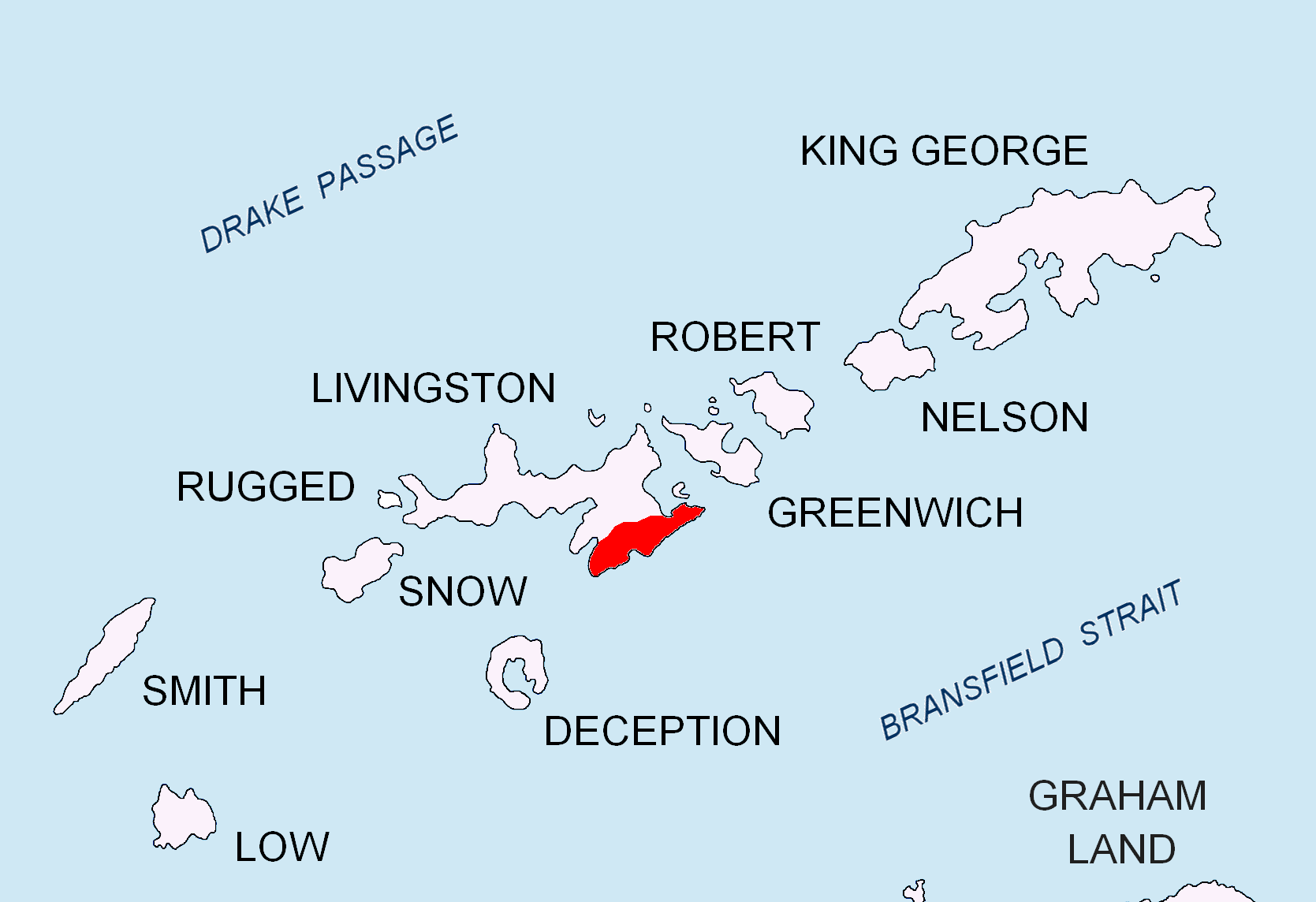

沙布拉海穹是南極洲的海穹，位於南設得蘭群島的利文斯頓島，屬於騰格里山脈中德爾切夫嶺的一部分，海拔高度400米，處於卡洛揚冰原島峰東南面0.66公里，該海穹以保加利亞城鎮命名。

## 外部連結
- SCAR Composite Antarctic Gazetteer（页面存档备份，存于）.